# Casa Josep Tardà i Mora
La Casa Josep Tardà i Mora és una obra modernista de Granollers (Vallès Oriental) protegida com a Bé Cultural d'Interès Local. L'arquitecte és Adolf Ruiz i Casamitjana.

## Descripció
Habitatge entre mitgeres de planta baixa, pis i golfes, presentant una composició simètrica amb un coronament de gran barbacana. La coberta és de teula àrab a dos vessants. Al pis la les golfes hi ha una arqueria amb finestres prototip d'estilització àrab. Al primer pis hi ha una balconera.
La façana és simètrica, amb obertures verticals que contrasten amb l'horitzontalitat del balcó. Els elements formals i decoratius com la barbacana, els llindars, els esgrafiats i les reixes, són elements representatius del llenguatge modernista. És un dels exponents modernistes més primerencs que resten a Granollers.
Forma part de la ruta modernista de Granollers.

## Història
La casa va ser un encàrrec de Josep Tardà i Mora, alcalde de Granollers del 1908 al 1909 i del 1914 al 1915 de la Lliga Regionalista, el 1903.
Ens diu A. Gallardó que la Plaça de les Olles (a l'any 1914) tenia un "bonic aire d'antigor". Malauradament una gran part de les cases antigues i finestres medievals de la plaça han estat transformades en els últims cinquanta anys.
La casa ha conservat el traçat del plànol original, llevat de la porta d'accés que ha estat transformada.